# 제2회 부산국제어린이청소년영화제
제2회 부산국제어린이청소년영화제는 2007년 8월 17일에 열린 시상식이다.

## 수상 및 후보

### 레디~액션!
- 전학생 - 금성초등학교
- 우유가 좋아~ 좋아! - 해룡 5학년 CF팀
- 사랑에 빠진 개구리 - 고운반친구들
- 하늘이의 추억 - 영화나라
- 민지야 고마워 - 무비박스
- 와그라노 - 택이
- 득구의 봄 - 무비박사
- 은하수를 보내며 - 남원초등학교 영상미디어부
- 눈사람의 사계절 - 강서영상미디어센터
- 습관 - 영화세상
- 이상한 날 - 승주 죽학분교
- 놀이터 아이들과 호랑이 - 알트루사 재미있는 학교
- 우리의 소원 - 이은경
- 내겐 너무 예쁜 그녀! - 차지석
- 여자의 소원 - 오태훈

### 비키 장편 초청
- 종이 카메라 - 쳉양
- 세 번째 시선 - 정윤철 외 6 명
- Kids in da Hood - Catti Edfeldt
- 뛰고 오르다 - 피터 네스
- 우주속의 아이들 - 고바야시 시게루
- 귀걸이 - 바히드 모세이안

### 비키 단편 초청
- 핵[분열] 가족 - 최준호
- 브러쉬 - 레이 첸
- 원 맨 밴드 - 마크 앤드류스
- My Date From Hell - Tim WEIMANN
- 빌딩 - 마르코 엔구엔
- 밥묵자 - 민성아
- 울지 않는다 - 차성덕
- 튜브 엔젤 - 장승욱
- 부루 - 권미정
- 노깅 - 알렉스 캐논
- 시란시란 - 송진우
- 쁘와송 다브릴 - 허인
- 도둑 소년 - 민용근
- 착한 아이 - 강혜연
- 인형 얼굴 - 앤드류 후왕
- 두부 한 모 - 이영은 외 6명
- 버스 타기와 그녀 머리 위의 꽃 - 아스프 아그라나트
- 냉장고 - 끌레르 미숑
- 5월의 노래 2 - 전승일
- 안녕하세요 구로배씨 - 박미경
- 훼미리 사이즈 피자 - 김경미
- 아침 같이 먹을래? - 민예지
- 안개 - 에밀리오 라모스
- 내 이름은 캔디 - 조 운
- 리턴 - 장창호
- 코스믹 댄서 - 전현구
- Shhh... - Fumio Obata
- 컬러 - 데릭 뤼
- 피냐따 - 토마스 레빗트
- Donkey Girl - Ties Schenk
- 조심! 문이 열립니다 - 아나스타샤 치브라브레바
- 굿바이 송곳니 - 라이망 시몽
- 우주의 기억장치 - 최광호
- 잘 자, 좋은 꿈꿔! - 백승화
- 즐거운 나의 집 - 신원철
- 본즈 - 신사쿠 히다카
- 서커스 - 서은정
- 458nm - 얀 비체르
- 쥐에 관한 단편 - 알렉스 웨일
- 할망 - 최윤경 외 5명

### 비키 애니메이션 초청
- 그린나이츠 - 이량훈
- 도라독스 - 김영진
- 엘리뇨 - 임아론
- 하얀 물개 - 김현주
- Prince Vladimir - Yuri Kulakov
- Lotte from Gadhetville - Heiki Ernits 외 1명

### 가족 시네마
- 1번가의 기적 - 윤제균
- 초속 5센티미터 - 신카이 마코토
- 천년여우 여우비 - 이성강
- 시간을 달리는 소녀 - 호소다 마모루
- Mid Road Gang - Pantham Thongsangl
- 각설탕 - 이환경
- 마음이 - 박은형
- 날아라 허동구 - 박규태
- True Getter Robo vs. Neo Getter Robo - Jun Kawagoe

### 세계 인기 애니메이션
- 마징카이저 사투 암흑대장군 - 무라타 마사히코
- 마징카이저 - 무라타 마사히코
- 기동경찰 패트레이버 3 - 폐기물 13호 - 타카야마 후미히코
- 기동경찰 패트레이버 2 - 오시이 마모루
- 기동경찰 패트레이버 - 오시이 마모루
- 로보트 태권V - 김청기
- 슈퍼로봇대전 - 준 카와코에

### 특별전
- 저녁에 부엌에서 - 진 다이치
- 돼지의 결혼 - 진 다이치
- 왜 모기들은 사람들의 귀에 앵앵거리지 - 진 다이치
- 무슈 라씬의 맹수 - 진 다이치
- 찰리는 가리개가 필요해 - 진 다이치
- I lost my bear - 진 다이치
- 야생이 있는 곳 - 진 다이치
- 작은유령 라반 - 라세 페르슨
- 달콤 쌉싸름 - 에디 화이트
- 축 생일 - 박세종
- Crooked Mick - Philip R. Smith
- 부엌 만들기 - 젠 란타라
- 알바 - 마리어스 다이워드 브랜드런
- When Elvis came to Visit - Andreas Tibblin
- 압박 - 메실 카이몬
- Peace Talk - Jenifer Malmqvist
- Chorists - Christophe Barratier
- Love and War - Fredrik Emilson
- Situation Frank - Patrik Eklund
- Willy and Wild Rabbit - Lennart Gustafsson 외 명
- Poison Arrow Frogs - Johan Hagelb�ck
- Looking Glass - Erik Rosenlund
- 훌리의 복수 - 마리카 하이디벡
- 아스톤의 돌 - 로타 제펜브라드 외 1명
- 그란시아와 별똥별 - 레베카 르레나 외 1명
- Two Brothers - Jean-Jacques Annaud
- To Be And To Have - Nicolas Philibert